# Słodycz zemsty
Słodycz zemsty (ang. Sweet Revenge) – brytyjsko-francuska komedia z 1998 roku wyreżyserowana przez Malcolma Mowbraya. Scenariusz filmu napisano na podstawie sztuki The Revengers' Comedies Alana Ayckbourna.
Film miał premierę 9 czerwca 1998.

## Opis fabuły
Arystokratka Karen Knightly (Helena Bonham Carter i biznesmen Henry Bell (Sam Neill) chcą popełnić samobójstwo. Kobieta nie radzi sobie z nieszczęśliwą miłością, a mężczyzna ma problemy w pracy. Przypadkowo spotykają się na moście. Nawzajem ratują sobie życie i obmyślają plan zemsty na wrogach.

## Produkcja
Zdjęcia do filmu kręcono w Londynie, Twickenham i Weston Turville w Anglii w Wielkiej Brytanii.

## Obsada
Źródło: Filmweb
- Sam Neill jako Henry Bell
- Rupert Graves jako Oliver Knightly
- Martin Clunes jako Anthony Staxton-Billing
- Steve Coogan jako Bruce Tick
- John Wood jako pułkownik Marcus
- Liz Smith jako Winnie
- Anita Dobson jako Daphne Teal
- Charlotte Coleman jako Norma
- Helena Bonham Carter jako Karen Knightly
- Kristin Scott Thomas jako Imogen Staxton-Billing
- Jamie O'Brien jako Damien Tick
- Zoe Hilson jako Lydia

i inni.